# 和田周
和田周（日语：和田 周，1938年8月6日—2020年4月23日），日本男演員、配音員、劇作家。演劇組織「夜之樹（夜の樹）」主宰。隸屬於現代製作舍。身高166cm。O型血。

## 人物
1938年出生於東京府（現：東京都）東京市麻布區，生父為作家和田六郎（大坪砂男）。之後經歷移居神奈川縣鎌倉市、長野縣佐久郡疏開到戰爭結束。父母分居之後，他選擇和母親搬回鹿兒島縣定居。國中3年級一時期間轉進重富村立重富中學校，到秋天又轉進鹿兒島市立甲南中學校。甲南中學校畢業之後，高中就讀鹿兒島縣立甲南高等學校，並曾經加入美術社和話劇社。高中畢業後前往東京，以演員為目標加入了劇團俳優座附屬培訓學校。俳優座培訓學校畢業後，與父親在新宿共住了4年。之後經歷過劇團「新人會」、「兆」、東京俳優生活協同組合。1980年，與瀨奈津子等人成立演劇組織「夜之樹」。
特長：鹿兒島方言、砂石車&巴士&水泥車等大型車駕駛。
2020年4月23日，因2019冠狀病毒病辭世，享壽81歲。

## 家族
- 祖父：和田維四郎（日语：和田維四郎）（礦物學者、政治家）
- 大伯：和田義比（工部省官僚（權少技長）、歌人）
- 父：大坪砂男（作家）
- 妻：瀨奈津子（配音員）
- 子：虛淵玄（編劇）

|          |          |          |          |          |          |  |  |            |            |            |            |            |            |  |  |          |          |          |          |          |          |  |  |  |  |  |  |  |  |  |  |  |  |
|          |          |          |          |          |          |  |  |            |            |            |            |            |            |  |  |          |          |          |          |          |          |  |  |  |  |  |  |  |  |  |  |  |  |
|          |          |          |          |          |          |  |  | 和田維四郎 | 和田維四郎 | 和田維四郎 | 和田維四郎 | 和田維四郎 | 和田維四郎 |  |  | 和田義比 | 和田義比 | 和田義比 | 和田義比 | 和田義比 | 和田義比 |  |  |  |  |  |  |  |  |  |  |  |  |
|          |          |          |          |          |          |  |  | 和田維四郎 | 和田維四郎 | 和田維四郎 | 和田維四郎 | 和田維四郎 | 和田維四郎 |  |  | 和田義比 | 和田義比 | 和田義比 | 和田義比 | 和田義比 | 和田義比 |  |  |  |  |  |  |  |  |  |  |  |  |
|          |          |          |          |          |          |  |  | 大坪砂男   |            |            |            |            |            |  |  |          |          |          |          |          |          |  |  |  |  |  |  |  |  |  |  |  |  |
|          |          |          |          |          |          |  |  |            |            |            |            |            |            |  |  |          |          |          |          |          |          |  |  |  |  |  |  |  |  |  |  |  |  |
| 瀨奈津子 | 瀨奈津子 | 瀨奈津子 | 瀨奈津子 | 瀨奈津子 | 瀨奈津子 |  |  | 和田周     | 和田周     | 和田周     | 和田周     | 和田周     | 和田周     |  |  |          |          |          |          |          |          |  |  |  |  |  |  |  |  |  |  |  |  |
| 瀨奈津子 | 瀨奈津子 | 瀨奈津子 | 瀨奈津子 | 瀨奈津子 | 瀨奈津子 |  |  | 和田周     | 和田周     | 和田周     | 和田周     | 和田周     | 和田周     |  |  |          |          |          |          |          |          |  |  |  |  |  |  |  |  |  |  |  |  |
|          |          |          |          |          |          |  |  |            |            |            |            |            |            |  |  |          |          |          |          |          |          |  |  |  |  |  |  |  |  |  |  |  |  |
|          |          |          |          | 虛淵玄   |          |  |  |            |            |            |            |            |            |  |  |          |          |          |          |          |          |  |  |  |  |  |  |  |  |  |  |  |  |

## 演出

### 電影
ATG
- （1972年）－教師
- 原子力戰爭（日语：原子力戦争）（1978年）－小林

東映
- 動亂（日语：動乱 (映画)）（1980年）－白鳥上尉
- 泪橋（日语：泪橋 (小説)#映画）（1983年，東映Central Arts（日语：東映セントラルフィルム））－山本
- KEEP ON ROCKIN'（2003年）

日活
- 團地妻 肉欲的陶醉（1979年）－岡勝昭
- 團鬼六 薔薇地獄（1980年）－澤村和夫
- 武藏野心中（1983年）－編輯長
- 裸之大將放浪記（日语：裸の大将放浪記#映画版）（1981年）－我孫子站乘客C

其它
- （1963年，松竹）－二本柳
- 大搜查線 THE MOVIE（日语：踊る大捜査線 THE MOVIE）（1998年，東寶）－警察廳官房長
- GUN CRAZY（日语：GUN CRAZY） 背叛的挽歌 BEYOND THE LOW（2002年，巴黎電影CUE MOVIE）
- 十七歲（2002年，PAL企劃（日语：パル企画））
- 霧島美麗的夏天（日语：美しい夏キリシマ）（2003年，Pandora）－廣播聲音
- 飢餓藝術家（2016年，太秦）－老僧
- 魔法烏托邦魔（2016年，Magic Pictures）－老人[7]

### 電視劇
NHK系列
- NHK
  - 大河劇
    - 龍馬來了（1968年1月7日－12月29日）－村田忠三郎
    - 勝海舟（日语：勝海舟 (NHK大河ドラマ)）（1974年1月6日－12月29日）－五代才助
    - 花神（日语：花神 (NHK大河ドラマ)）（1977年1月2日－12月25日）
    - 獅子的時代（日语：獅子の時代）（1980年1月6日－12月21日）－本田
    - 德川家康（1983年1月9日－12月18日）－釣閑
    - 山河燃燒（1984年1月8日－12月23日）－木村
    - 春之波濤（1985年1月6日－12月15日）－松田正久（日语：松田正久）
    - 宛如飛翔（1990年1月7日－12月9日）－中原萬兵衛
    - 太平記（1991年1月6日－12月8日）－島之侍
    - 信長 KING OF ZIPANGU（1992年1月5日－12月13日）－生駒家宗（日语：生駒家宗）
    - 葵 德川三代（2000年1月9日－12月17日）－藤田信吉
    - 武藏 MUSASHI（2003年1月5日－12月7日）－代官

  - 清左衛門残日錄（日语：清左衛門残日録）（1993年）－鳥羽玄朴

- NHK綜合
  - 東京的山賊（1970年4月18日）－指令官
  - 明治的群像 從大海運來的火車（日语：明治の群像 海に火輪を） 第9回 日英同盟（1976年12月9日）－松井慶四郎（日语：松井慶四郎）
  - 風之隼人（日语：風の隼人）（1979年8月8日－1980年4月2日）－東鄉十兵衛
  - 朴茨茅斯之旗（日语：ポーツマスの旗）（1981年）－幣原喜重郎
  - 真田太平記（日语：真田太平記 (テレビドラマ)）（1985年4月3日－1986年3月19日）－石田正澄

TBS
- 銀假面 第1話「地球是故鄉」（1971年）－奇格里斯星人〈人類型態〉
- 超人力霸王傑克 第39話「冬之怪奇系列 20世紀的雪男」（1972年）－津村秀男
- 時間到了（日语：時間ですよ） 第2系列 第64回（1972年）－醫師
- 岸邊的相簿（日语：岸辺のアルバム） 第15話（1977年）－附近居民
- 越過天空和海（日语：空と海をこえて）（1989年9月16日）
- CARD G-MEN 小早川茜（日语：カードGメン・小早川茜）2 無法磨滅的過去（2001年1月22日）－自行車車行主人
- 馬屁精之男（日语：ヨイショの男） 第10回、最終回（2002年6月23日、30日）－星野
- 赤蕪檢察官 京都篇（日语：赤かぶ検事奮戦記） 第5話（2010年2月10日）－裁判長

朝日電視網
- 朝日電視台
  - 閃電人 第4話「日本列島大爆發!!」（1973年）－的聲音
  - 電腦奇俠01 第32話（1973年）－的聲音
  - 閃電人F（1974年）
    - 第10話「」、第11話「」、第13話「」、第14話「」－的聲音
    - 第19話「」－的聲音

  - 超級戰隊系列
    - 秘密戰隊五連者 第23話「」（1975年）－的聲音
    - 戰鬥狂熱J 第30話「」（1979年）－的聲音

  - 特搜最前線（日语：特捜最前線） 第12話（1977年6月22日）
  - 私鐵沿線97分署（日语：私鉄沿線97分署） 第36話（1985年）
  - 無賴刑事純情派（日语：はぐれ刑事純情派）（1991年）－本間醫師
  - 漂泊刑事旅情篇IV（日语：さすらい刑事旅情編#さすらい刑事旅情編IV） 第19話（1992年2月26日）
  - 相棒
    - season1 第7話「殺人雞尾酒」（2002年11月20日）－倉澤正
    - season5 第2話「甜蜜的家」（2006年10月18日）－佐佐木清

  - 圈套（2003年）－西村教授

- 朝日放送
  - 懲罰人（日语：ザ・ハングマン#ザ・ハングマン 燃える事件簿（第17話から「ザ・ハングマン」））
    - 第23話「」（1981年4月24日）
    - 第39話「」（1981年8月14日）

  - 懲罰人II（日语：ザ・ハングマン#ザ・ハングマンII） 第22話（1982年11月5日）
  - 新紀實昭和電視劇 松本清張的緊急事件（日语：ニュードキュメンタリードラマ昭和 松本清張事件にせまる） 第7話「下山總裁怪死事件 鐵路軌道」（1984年5月25日）

日本電視台
- 十萬分之一的偶然（日语：十万分の一の偶然#1981年版）（1981年12月29日）
- 我是祖先大人（日语：俺はご先祖さま） 第13話（1982年3月7日）－出版社編輯平塚
- 特警雙雄（日语：誇りの報酬） 第9話（1985年12月8日）－上野署刑警
- 錢形平次（日语：銭形平次 (風間杜夫)） 第23話（1987年8月18日）－市兵衛

東京電視台
- 那傢伙和我（日语：あいつと俺） 第8話（1984年3月26日）[注 1]
- 不倫調査員 片山由美（日语：不倫調査員・片山由美）
  - 京都奉納祭殺人事件（2001年1月24日）
  - 京都和服教室殺人連鎖（2006年8月2日）
  - 黑髮人偶尼寺殺人事件（2007年9月19日）

富士電視台
- 死人狩獵（日语：死人狩り） 第1話（1978年12月16日）
- 別了，李香蘭（日语：さよなら李香蘭）（1989年12月）
- 世界奇妙物語 第1系列（第一期）「與似曾相識的人」（1990年8月23日）－與似曾相識的人
- 大搜查線 秋季犯罪撲滅特集完整版（1998年12月22日）－警察廳官房長
- 秀逗小護士（2000年）－明智大介
- 太陽不西沉（日语：太陽は沈まない） 第10話（2000年6月15日）－裁判長

### 方言指導
- POLA TV小說（日语：ポーラテレビ小説） （1973年，TBS）－鹿兒島方言指導[8]

### 電視動畫
1975年
- 萬里尋父（日语：アンデス少年ペペロの冒険）（沙拉的父親）

### 外語配音

#### 電影
- 吸血鬼之吻（英语：The Kiss of the Vampire）（金默教授〈克利福德·埃文斯（英语：Clifford Evans）〉）※TBS版[注 2]。

## 著作
- ，TEATRO，1993年9月 ISBN 978-4885370274

## 腳註

## 外部連結
- 和田周的X（前Twitter） (@mozu78)（2011年5月－2019年5月）（日語）
- 和田周的X（前Twitter） (@shuwada1789)（2014年4月－2018年6月） （日語）